# Фейт (Північна Кароліна)
Фейт (англ. Faith) — місто (англ. town) в США, в окрузі Ровен штату Північна Кароліна. Населення — 819 осіб (2020).

## Географія
Фейт розташований за координатами 35°35′24″ пн. ш. 80°27′29″ зх. д. / 35.59000° пн. ш. 80.45806° зх. д. (35.590124, -80.458106).  За даними Бюро перепису населення США в 2010 році місто мало площу 2,78 км², уся площа — суходіл.

## Демографія
Згідно з переписом 2010 року, у місті мешкало 807 осіб у 329 домогосподарствах у складі 234 родин. Густота населення становила 290 осіб/км².  Було 356 помешкань (128/км²).
Расовий склад населення:
| - 96,2 % — білих - 1,6 % — чорних або афроамериканців - 1,7 % — осіб інших рас |

До двох чи більше рас належало 0,5 %. Частка іспаномовних становила 2,7 % від усіх жителів.
За віковим діапазоном населення розподілялося таким чином: 23,5 % — особи молодші 18 років, 61,0 % — особи у віці 18—64 років, 15,5 % — особи у віці 65 років та старші. Медіана віку мешканця становила 41,4 року. На 100 осіб жіночої статі у місті припадало 105,3 чоловіків;  на 100 жінок у віці від 18 років та старших — 104,3 чоловіків також старших 18 років.
Середній дохід на одне домашнє господарство  становив 58 311 долар США (медіана — 44 896), а середній дохід на одну сім'ю — 67 915 доларів (медіана — 58 281). За межею бідності перебувало 18,3 % осіб, у тому числі 36,4 % дітей у віці до 18 років та 5,0 % осіб у віці 65 років та старших.
Цивільне працевлаштоване населення становило 351 особа. Основні галузі зайнятості: освіта, охорона здоров'я та соціальна допомога — 34,8 %, роздрібна торгівля — 14,2 %, мистецтво, розваги та відпочинок — 13,4 %.